# Ramphotyphlops grypus
Ramphotyphlops grypus este o specie de șerpi din genul Ramphotyphlops, familia Typhlopidae, descrisă de Waite 1918. Conform Catalogue of Life specia Ramphotyphlops grypus nu are subspecii cunoscute.